# Аксиомы Пеано

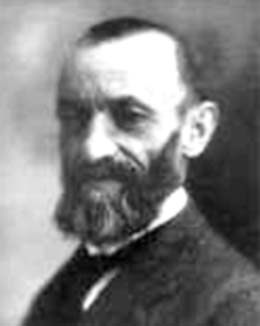
Джузеппе Пеано

Аксио́мы Пеа́но — одна из систем аксиом для натуральных чисел, введённая в 1889 году итальянским математиком Джузеппе Пеано.
Аксиомы Пеано позволили формализовать арифметику, доказать многие свойства натуральных и целых чисел, а также использовать целые числа для построения формальных теорий рациональных и вещественных чисел. В сокращённом виде аксиомы Пеано использовались в ряде метаматематических разработок, включая решение фундаментальных вопросов о непротиворечивости и полноте теории чисел.
Изначально Пеано постулировал девять аксиом. Первая утверждает существование по меньшей мере одного элемента множества чисел. Следующие четыре — общие утверждения о равенстве, отражающие внутреннюю логику аксиоматики и исключённые из современного состава аксиом, как очевидные. Следующие три — аксиомы на языке логики первого порядка о выражении натуральных чисел через фундаментальное свойство функции следования. Девятая и последняя аксиома на языке логики второго порядка — о принципе математической индукции над рядом натуральных чисел. Арифметика Пеано — система, получаемая заменой аксиомы индукции системой аксиом на языке логики первого порядка и добавлением символов операций сложения и умножения.

## Формулировки

### Словесная
1. 1 является натуральным числом;
2. Число, следующее за натуральным, тоже является натуральным;
3. 1 не следует ни за каким натуральным числом;
4. Если натуральное число {\displaystyle a} непосредственно следует как за числом {\displaystyle b}, так и за числом {\displaystyle c}, то {\displaystyle b} и {\displaystyle c} тождественны;
5. (Аксиома индукции.) Если какое-либо предположение доказано для 1 (база индукции) и если из допущения, что оно верно для натурального числа {\displaystyle n}, вытекает, что оно верно для следующего за {\displaystyle n} натурального числа (индукционное предположение), то это предположение верно для всех натуральных чисел.Исходя из аксиом Пеано, запрещено ветвление и замыкание графа натуральных чисел

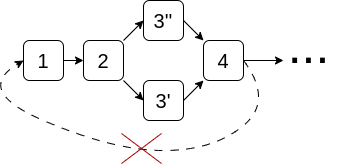
Исходя из аксиом Пеано, запрещено ветвление и замыкание графа натуральных чисел

### Математическая
Математическая формулировка использует функцию следования {\displaystyle S(x)}, которая сопоставляет числу {\displaystyle x} следующее за ним число.
1. {\displaystyle 1\in \mathbb {N} };
2. {\displaystyle x\in \mathbb {N} \Rightarrow S(x)\in \mathbb {N} };
3. {\displaystyle \nexists x\in \mathbb {N} \colon {\big (}S(x)=1{\big )}};
4. {\displaystyle {\big (}S(b)=a\wedge S(c)=a{\big )}\Rightarrow b=c};
5. {\displaystyle P(1)\wedge \forall n{\Big (}P(n)\Rightarrow P{\big (}S(n){\big )}{\Big )}\Rightarrow \forall n\in \mathbb {N} {\big (}P(n){\big )}}.

Возможна и иная форма записи:
1. {\displaystyle 1\in \mathbb {N} };
2. {\displaystyle S\colon \mathbb {N} \to \mathbb {N} \setminus \{1\}};
3. {\displaystyle \exists S^{-1}};
4. {\displaystyle 1\in M\land \forall n\in \mathbb {N} {\big (}n\in M\Rightarrow S(n)\in M{\big )}\Rightarrow \mathbb {N} \subset M}.

Последнее утверждение может быть сформулировано так: если некоторое высказывание {\displaystyle P} верно для {\displaystyle n=1} (база индукции) и для любого {\displaystyle n} из верности {\displaystyle P(n)} следует верность и {\displaystyle P(S(n))} (индукционное предположение), то {\displaystyle P(n)} верно для любых натуральных {\displaystyle n}.

## Формализация арифметики
Формализация арифметики включает в себя аксиомы Пеано, а также вводит операции сложения и умножения с помощью следующих аксиом:
1. {\displaystyle x+1=S(x)};
2. {\displaystyle x_{1}+S(x_{2})=S(x_{1}+x_{2})};
3. {\displaystyle x\cdot 1=x};
4. {\displaystyle x_{1}\cdot S(x_{2})=x_{1}\cdot x_{2}+x_{1}}.

## Неполнота
Как следует из теоремы Гёделя о неполноте, существуют утверждения о натуральных числах, которые нельзя ни доказать, ни опровергнуть, исходя из аксиом Пеано.
Некоторые такие утверждения имеют достаточно простую формулировку, например, теорема Гудстейна или теорема Париса — Харрингтона.

## Категоричность
Принципиальным фактом является то, что эти аксиомы по сути однозначно определяют натуральные числа (категоричность системы аксиом Пеано). А именно, можно доказать (см., а также краткое доказательство), что если {\displaystyle (\mathbb {N} ,1,S)} и {\displaystyle ({\tilde {\mathbb {N} }},{\tilde {1}},{\tilde {S}})} — две модели для системы аксиом Пеано, то они необходимо изоморфны, то есть существует обратимое отображение (биекция) {\displaystyle f\colon \mathbb {N} \to {\tilde {\mathbb {N} }}} такая, что {\displaystyle f(1)={\tilde {1}}} и {\displaystyle f(S(x))={\tilde {S}}(f(x))} для всех {\displaystyle x\in \mathbb {N} }.
Поэтому достаточно зафиксировать в качестве {\displaystyle \mathbb {N} } какую-либо одну конкретную модель множества натуральных чисел.
Например, из аксиомы индукции вытекает, что к любому натуральному числу можно перейти от {\displaystyle 1} за конечное число шагов (с помощью функции {\displaystyle S}). Для доказательства выберем в качестве предиката {\displaystyle P(n)} само это утверждение «к числу {\displaystyle n} можно перейти от {\displaystyle 1} за конечное число шагов с помощью функции {\displaystyle S}». Верно {\displaystyle P(1)}. Верно также {\displaystyle {\Big (}P(n)\Rightarrow P{\big (}S(n){\big )}{\Big )}}, поскольку {\displaystyle S(n)} может быть получено из {\displaystyle n} при помощи одного применения операции {\displaystyle S} к числу, которое по предположению {\displaystyle P(n)} может быть получено из {\displaystyle 1} за конечное число применений {\displaystyle S}. Согласно аксиоме индукции {\displaystyle \forall n(P(n))}.

## История
Необходимость формализации арифметики не принималась всерьёз до появления работы Германа Грассмана, который показал в 1860-х, что многие факты в арифметике могут быть установлены из более элементарных фактов о функции следования и математической индукции. В 1881 году Чарльз Сандерс Пирс опубликовал свою аксиоматизацию арифметики натуральных чисел. Формальное определение натуральных чисел в 1889 году сформулировал итальянский математик Пеано, основываясь на более ранних построениях Грассмана, в своей книге «Основания арифметики, изложенные новым способом» (лат. Arithmetices principia, nova methodo exposita). В 1888 году (за год до Пеано) практически в точности подобную аксиоматическую систему опубликовал Дедекинд. Непротиворечивость арифметики Пеано доказана в 1936 году Генценом с помощью трансфинитной индукции до ординала {\displaystyle \epsilon _{0}.} Как следует из второй теоремы Гёделя о неполноте, это доказательство не может быть проведено средствами самой арифметики Пеано.